# Mistrzostwa Europy juniorów do lat 12 w szachach
Mistrzostwa Europy juniorów do lat 12 w szachach – rozgrywki szachowe, mające na celu wyłonienie najlepszych juniorów Europy w kategorii wiekowej do 12 lat, organizowane corocznie od 1991 roku.
| Rok  | Miasto          | Juniorzy                                                            | Juniorki                                                              | Źródła                           |
| ---- | --------------- | ------------------------------------------------------------------- | --------------------------------------------------------------------- | -------------------------------- |
| 1991 | Mamaja          | 1. Péter Lékó 2. Aleksandr Gałkin 3. Hrvoje Stević                  | 1. Sopio Tkeszelaszwili 2. Antoaneta Stefanowa 3. Anca Andriana       | "Szachista" nr 9/1991, str. 285  |
| 1992 | Rymawska Sobota | 1. Péter Ács 2. Hrvoje Stević 3. Stelios Chalkias                   | 1. Alina Tarachowicz 2. Claudia-Ramona Bilciu 3. Tinatin Kweliaszwili | "Szachista" nr 11/1992, str. 325 |
| 1993 | Szombathely     | 1. Waleriane Gaprindaszwili 2. Aleksander Kundin 3. Nicholas Pert   | 1. Iweta Radziewicz 2. Parwana Ismaiłowa 3. Edyta Andrzejewska        | "Szachista" nr 9/1993, str. 258  |
| 1994 | Băile Herculane | 1. Waleriane Gaprindaszwili 2. Witalij Szynkiewicz 3. Lewon Aronian | 1. Ana Matnadze 2. Parwana Ismaiłowa 3. Viktorija Čmilytė             | "Szachista" nr 8/1994, str. 228  |
| 1995 | Verdun          | 1. Rusłan Ponomariow 2. Miloš Perunović 3. Moosa Azadmanesh         | 1. Ana Matnadze 2. Viktorija Čmilytė 3. Tícia Gara                    | "Szachista" nr 9/1995, str. 263  |
| 1996 | Rymawska Sobota | 1. Jurij Drozdowski 2. Vlad-Cristian Jianu 3. Sarhan Gaszimow       | 1. Aleksandra Kostieniuk 2. Lela Dżawachiszwili 3. Nadieżda Kosincewa | "Szachista" nr 9/1996, str. 265  |
| 1997 | Tallinn         | 1. Ilja Zarezenko 2. Gadir Gusejnow 3. Aleksandr Riazancew          | 1. Nadieżda Kosincewa 2. Joanna Worek 3. Tamara Czistiakowa           | "Szachista" nr 10/1997, str. 309 |
| 1998 | Mureck          | 1. Tejmur Radżabow 2. Wugar Gaszimow 3. Andrei Murariu              | 1. Marie Sebag 2. Tatjana Kosincewa 3. Marija Kursowa                 | "Szachista" nr 10/1998, str. 259 |
| 1999 | Litochoron      | 1. Borki Predojević 2. Daniël Stellwagen 3. Gabor Papp              | 1. Nana Dzagnidze 2. Warwara Kiryłowa 3. Tatew Abramian               |                                  |
| 2000 | Kalitea         | 1. Jewgienij Romanow 2. Arik Braun 3. Wasilij Papin                 | 1. Walentina Gunina 2. Inna Iwachinowa 3. Afag Chudawerdiewa          |                                  |
| 2001 | Kalitea         | 1. Jan Niepomniaszczij 2. Dmitrij Andriejkin 3. David Howell        | 1. Iozefina Păuleț 2. Anna Muzyczuk 3. Nadieżda Charmunowa            |                                  |
| 2002 | Peñíscola       | 1. Jan Niepomniaszczij 2. Dmitrij Andriejkin 3. Ildar Chajrullin    | 1. Anna Muzyczuk 2. Jelena Tairowa 3. Zoja Sewieriukina               |                                  |
| 2003 | Budva           | 1. Eltaj Safarli 2. Wołodymyr Onyszczuk 3. Anton Klimow             | 1. Anastasija Bodnaruk 2. Jelena Tairowa 3. Sopiko Guramiszwili       |                                  |
| 2004 | Ürgüp           | 1. Sanan Siugirow 2. Samwel Ter-Sahakian 3. Ogulcan Kanmazalp       | 1. Lara Stock 2. Anastasija Bodnaruk 3. Maria Butuc                   |                                  |
| 2005 | Herceg Novi     | 1. Sanan Siugirow 2. Stanisław Bogdanowicz 3. Haik Tamazian         | 1. Nazi Paikidze 2. Meri Arabidze 3. Nino Anakidze                    |                                  |
| 2006 | Herceg Novi     | 1. Iwan Bukawszyn 2. Vojtech Plat 3. Ulvi Bajarani                  | 1. Meri Arabidze 2. Andrea Vince 3. Mariam Danelia                    |                                  |
| 2007 | Szybenik        | 1. Illa Nyżnyk 2. Ulvi Bajarani 3. Karen Grigorian                  | 1. Aleksandra Lach 2. Anna Iwanow 3. Ulwija Fataliewa                 |                                  |
| 2008 | Herceg Novi     | 1. Kiprian Berbatow 2. Daniił Dubow 3. Aleksander Bortnik           | 1. Anna Stjażkina 2. Filiz Osmanodja 3. Elise Bellaiche               |                                  |
| 2009 | Fermo           | 1. Jewgienij Zanan 2. Guillaume Lamard 3. Balazs Csonka             | 1. Cecile Haussernot 2. Aleksandra Goriaczkina 3. Elise Bellaiche     |                                  |
| 2010 | Batumi          | 1. Cemil Ali Marandi 2. Jewhen Sztembuliak 3. Dawid Parawian        | 1. Aleksandra Goriaczkina 2. Julia Osmak 3. Cecile Haussernot         |                                  |
| 2011 | Albena          | 1. Hajk Martirosjan 2. Nichita Morozow 3. Siemion Chanin            | 1. Anna Wasenina 2. Veronika Gažíková 3. Dinara Dordżiewa             |                                  |
| 2012 | Praga           | 1. Hajk Martirosjan 2. Aleksiej Sarana 3. Jergus Pechac             | 1. Anastasia Avramidou 2. Anna Kazarian 3. Aleksandra Obołencewa      |                                  |
| 2013 | Budva           | 1. Wyktor Matwyszen 2. Andriej Jesipienko 3. Nguyen Thai Dai Van    | 1. Polina Szuwałowa 2. Jekatierina Gołcewa 3. Gabriela Antowa         |                                  |
| 2014 | Batumi          | 1. Wyktor Matwyszen 2. Siemien Łomasow 3. Wiaczasłau Zarubickij     | 1. Jekatierina Gołcewa 2. Gowhar Bejdullajewa 3. Aleksandra Małcewska |                                  |